# Il pane
Il pane (O pão) è un documentario del 1959 diretto da Manoel de Oliveira.